# Cuadernos de Existencia Lesbiana
Cuadernos de Existencia Lesbiana fue la primera publicación periódica gráfica realizada en Argentina dedicada a difundir la temática lésbica. El primer número se publicó en Buenos Aires el 8 de marzo de 1987 y el último, el número 17, en noviembre de 1996. Fueron promovidos por Adriana Carrasco e Ilse Fuskova (en aquel entonces usaba otro apellido). Con posterioridad se incorporaron Claudina Marek, Josefina Quesada en las ilustraciones, Ana Rubiolo, Edith Costa, Teresa Ortega, Iris Garay, Cristina García, Araceli Bellota, Oscar Gómez y Vanessa Ragone entre otras. Los Cuadernos de Existencia Lesbiana están considerados como el núcleo inicial del colectivo lésbico como sujeto político en Argentina.

## Denominación
La denominación adoptada por los cuaderno deriva de la invisibilidad casi absoluta en que se encontraba el lesbianismo en ese momento, no solo para la sociedad en general, sino incluso para el movimiento feminista y para el movimiento de varones gays.

«Para circunscribir el tema en Argentina tendríamos que partir de lo inexistente, porque hasta la sexualidad es casi inexistente como tema, menos se va a hablar de relaciones entre mujeres; es más que tabú» (Cuadernos n.º 1, 1987: 12).

## Historia
La primera organización LGBT argentina fue el Grupo Nuestro Mundo de «maricas», fundada en 1967, que poco después se integró con otros grupos de personas homosexuales, mayoritariamente varones gays, para formar en 1971 el Frente de Liberación Homosexual (FLH). Uno de los grupos del FLH fue el Grupo Safo de mujeres lesbianas. Simultáneamente se formaron organizaciones feminista de segunda ola, que actuaron conjuntamente con las organizaciones de homosexuales. Aquellas primeras organizaciones LGBT y feministas se expandieron durante el breve interregno democrático conocido como tercer peronismo (1973-1976), pero las mujeres lesbianas quedaron invisibilizadas y postergadas tanto por los varones gays, como por las mujeres feministas heterosexuales. El terrorismo de Estado sistemático que impuso la dictadura que tomó el poder el 24 de marzo de 1976 determinó la disolución de las organizaciones gays y feministas.
En 1982 la dictadura colapsó luego de la derrota de Argentina en la Guerra de Malvinas y se vio obligada a convocar a elecciones libres. Reaparece entonces con lentitud la militancia feminista y LGBT. Al comienzo el feminismo heterosexual y los varones gays, volvieron a hegemonizar las nuevas organizaciones feministas y LGBT. Pero a poco andar las mujeres lesbianas comenzaron a pugnar por ser visibilizadas como tales.
En 1985 visitó la Argentina Empar Pineda, militante del Colectivo de Feministas Lesbianas de Madrid que editaban un boletín. Inspiradas por Pineda, en 1986, dos militantes feministas y lesbianas, Adriana Carrasco (23 años) e Ilse Fuskova (57 años) tomaron la iniciativa de organizar un taller sobre lesbianismo dentro del grupo feminista ATEM (Asociación de Trabajo y Estudio de la Mujer), con el fin de recoger testimonios y publicarlos en una publicación que llevaría el nombre de Cuaderno de Existencia Lesbiana. Carrasco y Fuskova integraban el Grupo Feminista de Denuncia, junto a Josefina Quesada (64 años). El taller se realizó en noviembre de 1986, convocó a un grupo de mujeres de distintas edades e ideas políticas, con predominio del peronismo.

### Los Cuadernos de 1987
El primer número fue realizado de manera artesanal, mecanografiado en doce páginas tamaño carta y mimeografiado. Su contenido, como estaba programado, consistió principalmente en publicar los resultados del taller realizado en noviembre anterior, aportes posteriores y testimonios aportados por las mujeres. A partir de un cuestionario y una serie de consignas elaboradas por las organizadoras, se generó una discusión en la que las mujeres aportaron sus pareceres. Algunas de las preguntas fueron «¿Alguna vez te sentiste culpable por amar a una mujer?», «¿Creés que es bueno hacer el amor con una mujer?», «¿Creés que es bueno hacer el amor con un hombre?», «¿Has hablado con tus amigas?», «¿Cuáles son tus temores?», «¿Creés que existen diferencias entre la homosexualidad masculina y el lesbianismo?». Entre las consignas se preguntaba también si conocían una serie de palabras: clítoris, vagina, orgasmo, heterosexual, homofobia, continuum lesbiano, sororidad.
El primer cuaderno estuvo listo el 8 de marzo de 1987. Se realizaron 50 copias para ser distribuida durante el acto por el Día de la Mujer. La visibilidad iniciada por la publicación de los Cuadernos y el grupo de mujeres lesbianas que se formó a su alrededor, puso en evidencia la invisibilización y postergación que el movimiento feminista había venido haciendo del lesbianismo y de sus reclamos puntuales.
El Cuaderno No 2 fue publicado en mayo de 1987. Tiene como portada un dibujo de Josefina Quesada y una editorial firmada por Carrasco y Fuksova. Entre sus contenidos publica un artículo de Audre Lorde titulado «Usos de lo erótico: lo erótico como poder», traducido por Fuksova. Completan el número testimonios, noticias, frases, poesías, mensajes amorosos. Cierra con un dibujo de Quesada con un poema en prosa. El Cuaderno No 3 fue publicado en julio de 1987. Portada de Quesada y editorial. Entre sus contenidos publica un artículo de Ana Rubiolo titulado «Siempre la misma histeria?» y los resultados del segundo taller de existencia lésbica. El Cuaderno No 4 fue publicado en septiembre de 1987, con un patrón similar. Informa sobre el colectivo Ayuquelén de lesbianas en Chile. Publica un artículo de Adriana Carrasco titulado «Contradicciones de la existencia lesbiana», un cuento firmado por Cristina titulado «Lo sucio» y un artículo psicológico de Ana Rubiolo titulado «¿El malestar en la cultura o malestar en el psicoanálisis?» Incluye también un artículo de Cristina García con título «No soy cucaracha ni lo quiero ser», mote que reciben las lesbianas que no se presentan como tales en público.

Compuestos de textos, imágenes, registros de talleres y acciones de las lesbianas, los CEL intentaron hacer “visible”, “legible”, y “posible” esa existencia lesbiana que, en nuestro contexto local, comenzaba a balbucear su im/propia lengua tortillera.

Las fundadoras habían estudiado los principales aportes teóricos sobre lesbianismo y feminismo de la segunda ola, por esa razón en gran medida los Cuadernos utilizan explícita e implícitamente conceptos provenientes de Adrienne Rich, Audre Lorde, Monique Wittig y Kate Millet, entre otras.

### El 8 de marzo de 1988
En Cuaderno No 5 fue publicado en 1988. El grupo volvió a hacerse presente en el acto del Día de la Mujer en la Plaza de los Dos Congresos. A tal fin, siete mujeres del grupo aparecieron en el acto con vinchas de color lila que decían «Apasionadamente Lesbiana» para vender los ejemplares del primer cuaderno. Fue la primera vez en Argentina que un grupo de lesbianas se presentaban como tales en el espacio público. Las siete mujeres fueron Adriana Carrasco, Araceli Bellota, Julián García Acevedo (que en ese momento no había transicionado a varón), Elena Napolitano, Ilse Fuskova, Ana Rubiolo y una mujer llamada Graciela.

Para 1986 las lesbianas en Argentina no existíamos. "Lesbiana" era un término clínico que nos etiquetaba como desviadas y un montón de cosas más, con connotaciones negativas. Ni hablar de las terapias psiquiátricas y conductivistas para sacarle el lesbianismo a la paciente. Todas terapias del horror. El caso paradigmático fue el de La Raulito en manos del psiquiatra Marchant. Ninguna quería ser esa lesbiana, ni la tortillera, ni la marimacho, ni la pan con pan, ni la indecible. Nosotras, un grupo pequeño del que formamos parte entre otras con Ilse Fuskova, María García Acevedo, Ana Rubiolo y Araceli Bellotta, nos paramos delante de todes y dijimos: «Existimos, somos apasionadamente lesbianas».
Adriana Carrasco

### Siguientes números
En 1989 se publicó el No 7 (marzo), incluyendo un artículo de Araceli Bellota con el título de «La existencia lesbiana y el sistema opresor» y la transcripción de la participación de Teresa Ortega en un debate sobre la «homosexualidad femenina»; y el No 8 (julio), donde incluye un artículo crítico de la teoría de Freud sobre la envidia del pene, a la que define como «fraude».
En 1990 se publicó el No 9 (marzo). La editorial trata el tema del procesamiento penal de la cantante Celeste Carballo por haber dicho que era lesbiana en un programa de televisión. Incluye además un informe sobre el Encuentro de Filosofía Lesbiana realizado en Buenos Aires en noviembre de 1989 y un artículo de Vanesa R. sobre el «continuum lesbiano»; y el No 10 (noviembre) con una editorial referida a la constitución del Frente Sáfico (CEL, Las lunas y las otras, Lilith y Grupo Autogestivo de Lesbianas); Fuskova realiza una crónica de la marcha gay en San Francisco.
En 1991 se publicó el No 11 (marzo), en donde se anuncia la conformación del grupo Las lunas y las otras, una canción enviada por Celeste Carballo y poesías de María Moreno; y el No 12 (noviembre), donde se comenta el impacto de la aparición de Fuskova en el programa televisivo de Mirtha Legrand.
En 1992 se publicó el No 13, que incluye un artículo sin firma de título «Nuestra sexualidad es la base de nuestra autoestima»; y el No 14 (octubre), con poemas de Claudina Marek.
En 1993 se publicó el No 15, con un artículo sobre la memoria lesbiana de las décadas de 1950 y 1960, otro de título «Las lesbianas y las mujeres peronistas» y la reseña del libro Monjas lesbianas (1985), de Rosemary Curb y Nancy Manaham, basado en testimonios reales.
En 1994 se publicó en junio el No 16. La editorial se titula «Desalambrar la sexualidad humana es el sentido que tienen las marchas del orgullo lésbico-gay», referidas a las Marchas del Orgullo que habían comenzado a realizarse dos años antes.
En 1995 no se publicó ningún número y en noviembre de 1996 se publicó el No 17, el último. Está enteramente dedicado a «la Diosa», «nombre que las feministas lesbianas damos a la energía sustentadora en la cual creemos».